# Césarches
Césarches ist eine französische Gemeinde mit 431 Einwohnern (Stand 1. Januar 2022) im Département Savoie in der Region Auvergne-Rhône-Alpes. Sie gehört zum Kanton Ugine im Arrondissement Albertville.

## Geographie

### Lage
Césarches liegt auf 475 m in den französischen Alpen, etwa vier Kilometer nördlich von Albertville, 41 Kilometer ostnordöstlich der Präfektur Chambéry und 59 Kilometer südsüdöstlich der Stadt Genf (Luftlinie). Nachbargemeinden von Césarches sind Marthod im Norden, Queige im Osten, Venthon im Süden sowie Pallud und Thénésol im Westen.

### Topographie
Die Fläche des 2,90 km²  großen Gemeindegebiets umfasst das Mündungsdreieck der Flüsse Arly und Doron und gehört zum Beaufortain-Massiv, ein sich südwestlich an die Mont-Blanc-Gruppe anschließendes kristallines Zentralmassiv der Alpen. Die Westausläufer des Gebirges bilden in dem Mündungsdreieck einen Berggrat mit Erhebungen um 1000 m, auf dem die Gemeinde ihren höchsten Punkt erreicht. Das Relief besitzt oberhalb der beiden Flüsse mehrere Talschultern, über die sich das Siedlungsgebiet der Gemeinde verteilt. Die Gemeindefläche ist mit 62 % hauptsächlich mit Wald bedeckt, gefolgt von Wiesen und anderen landwirtschaftlichen Flächen (37,5 %). Die Gemeinde besteht aus einem kleinen Ortskern mit Dorfkirche und Mairie sowie dem weitläufigeren Siedlungsgebiet Le Grand Village auf einer Hochfläche über der Mündung des Doron. Einige weitere Weiler und Gehöfte verteilen sich über den Hang bis hinauf auf etwa 700 m.

## Geschichte
Der Ort Césarches wurde im Mittelalter erstmals urkundlich erwähnt im Jahr 1170 – zur selben Zeit wie die übrigen Pfarreien der Region – als Ecclesia de Sesarches. Parallel dazu finden sich Schreibweisen wie Sæsarches und de Cesarchiis. Trotz der heute exakten Namensgleichheit geht der Ortsname nicht auf Caesar (frz. César) zurück, sondern auf das spätlateinische casaricum für ein aus Bruchsteinen errichtetes Haus auf dem Land. Während der Französischen Revolution trug der Ort den Namen Cap d’Arly aufgrund seiner Lage im Mündungsdreieck.
Bereits im Hochmittelalter bestand in Césarches eine kleine Herrschaft, die bis 1313 zu den Besitztümern der Herren von Beaufort gehörte. Der Herrschaftssitz war das Château de Cornillon, eine Burganlage in 985 m Höhe, von der sich die Vereinigung der beiden Täler des Doron und Arly kontrollieren ließ. Sie wurde im 14. Jahrhundert von den Truppen des Dauphin niedergebrannt.

## Sehenswürdigkeiten
Die Dorfkirche von Césarches stammt aus dem 18. Jahrhundert. Die Ruine des Château de Cornillon (Lage) besteht aus einigen Fundamenten.

## Bevölkerung
| Jahr                       | 1962 | 1968 | 1975 | 1982 | 1990 | 1999 | 2006 | 2011 |
| Einwohner                  | 303  | 278  | 289  | 300  | 325  | 357  | 378  | 399  |
| Quellen: Cassini und INSEE |      |      |      |      |      |      |      |      |

Mit 431 Einwohnern (Stand 1. Januar 2022) gehört Césarches zu den kleineren Gemeinden des Département Savoie. Nachdem die Einwohnerzahl im 19. und 20. Jahrhundert gleichmäßig um rund 300 schwankte, wird seit Ende des 20. Jahrhunderts eine Bevölkerungszunahme verzeichnet. Die Ortsbewohner von Césarches heißen auf Französisch Césarchois(es).

## Wirtschaft und Infrastruktur
Césarches war bis weit ins 20. Jahrhundert hinein ein vorwiegend durch die Landwirtschaft geprägtes Dorf. Daneben gibt es heute einige Betriebe des lokalen Kleingewerbes. Mittlerweile hat sich das Dorf auch zu einer Wohngemeinde entwickelt. Viele Erwerbstätige sind Wegpendler, die in den größeren Ortschaften der Umgebung, vor allem in Ugine und im Raum Albertville, ihrer Arbeit nachgehen.
Die Ortschaft liegt oberhalb der vierspurig ausgebauten Durchgangsstraße D1212 (ehemalige Route nationale 212), die Albertville mit den größeren Städten im Département Haute-Savoie verbindet. Von einer Anschlussstelle in Pallud führt eine kleine Departementsstraße hinauf nach Césarches. Im benachbarten Albertville befinden sich der nächste Autobahnanschluss an die A430 sowie ein Bahnhof an der Bahnstrecke Saint-Pierre-d’Albigny–Bourg-Saint-Maurice. Als Flughäfen in der Region kommen Chambéry-Savoie (Entfernung 67 km) und Genf (90 km) in Frage.
In Césarches befindet sich eine Grundschule (école primaire).